# ليونارد دبليو. موراي
ليونارد دبليو. موراي هو عسكري كندي، ولد في 22 يونيو 1896 في Granton, Nova Scotia ‏ في كندا، وتوفي في 25 نوفمبر 1971 في باكيستون في المملكة المتحدة.